# Foie gras

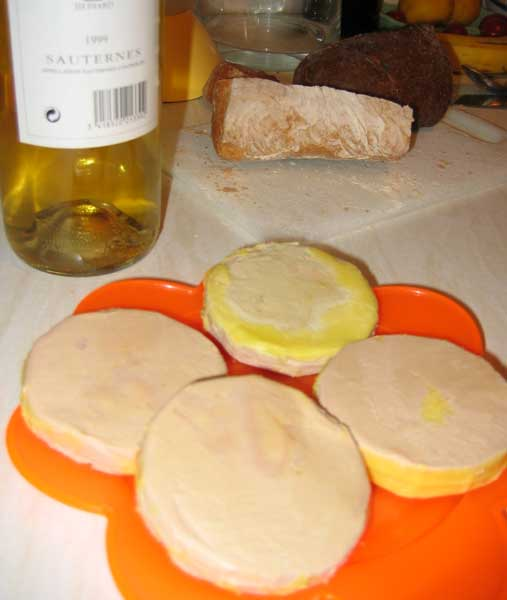
Pate de foie gras

Foie gras (i/ˌfwɑːˈɡrɑː/, termen în franceză pentru „ficat gras”) este un produs de mâncare, considerat de lux. Foie gras este făcut din ficatul de rață sau de gâscă.
Foie gras este o specialitate culinară făcută din ficat gras care rezultă din creșterea și îngrășarea gâștelor și rațelor prin hrănire forțată .
Foie gras este bine cunoscut în bucătăria franceză. Se consumă brut, semipreparat sau gătit, și poate fi oferit ca produs proaspăt sau conservat, consumat singur sau ca acompaniament altor feluri de mâncare, cum ar fi carnea. Conform legislației franceze, „foie gras face parte din patrimoniul cultural și gastronomic protejat în Franța. Foie gras se obține din ficatul unei rațe sau gâște special îngrășate prin gavaj (îndopare)”.